# Coppa del Re 1989 (hockey su pista)
La Coppa del Re 1989 è stata la 46ª edizione della principale coppa nazionale spagnola di hockey su pista. La competizione ha avuto luogo dal 29 aprile e si è conclusa il 4 giugno 1989.
Il trofeo è stato conquistato dal Liceo La Coruña per la quarta volta nella sua storia superando in finale l'Igualada.

## Risultati

### Semifinali
| Squadra 1     | Totale | Squadra 2       | Andata | Ritorno |
| ------------- | ------ | --------------- | ------ | ------- |
| Igualada      | 12 - 9 | Barcellona      | 4 - 3  | 8 - 6   |
| Reus Deportiu | 8 - 11 | Liceo La Coruña | 6 - 5  | 2 - 6   |

### Finale
| Squadra 1       | Totale  | Squadra 2 | Andata | Ritorno |
| --------------- | ------- | --------- | ------ | ------- |
| Liceo La Coruña | 11 - 10 | Igualada  | 7 - 7  | 4 - 3   |

| La Coruña 28 maggio 1989 Finale di andata | Liceo La Coruña | 7 – 7 | Igualada | Pazo dos Deportes de Riazor |

| Igualada 4 giugno 1989 Finale di ritorno | Igualada | 3 – 4 | Liceo La Coruña | Poliesportiu Les Comes |